# Relatividad numérica
La relatividad numérica se refiere a la rama de la teoría de la relatividad que utiliza métodos numéricos para construir modelos numéricos y desarrollar técnicas de simulación para obtener soluciones de las ecuaciones de campo de Einstein de la relatividad general. En la actualidad, se suelen emplear supercomputadoras para estudiar agujeros negros, ondas gravitacionales, estrellas de neutrones y muchos otros fenómenos regidos por la teoría de Einstein de la relatividad general.
Un campo de investigación actualmente activo en relatividad numérica es la simulación de binarios relativistas y sus ondas gravitacionales asociadas.

## Historia
La relatividad numérica empieza como disciplina independiente a partir de los años 1990 y ha tenido un desarrollo particularmente notorio a partir de 2010 cuando empezaron a obtenerse soluciones de cierta complejidad con una gran exactitud.

### Fundamentos de la disciplina
Albert Einstein publicó su teoría de la relatividad general en 1915. Ésta, al igual que su anterior teoría de la relatividad especial, describía el espacio y el tiempo como un espacio-tiempo unificado sujeto a lo que ahora se conoce como las ecuaciones de campo de Einstein.  Estas forman un conjunto de no lineales acopladas ecuaciones diferenciales parciales acopladas (EDP). Después de más de 100 años desde la primera publicación de la teoría, se conocen relativamente pocas soluciones exactas para las ecuaciones de campo y, de ellas, la mayoría son soluciones cosmológicas que asumen una simetría especial para reducir la complejidad de las ecuaciones.
El campo de la relatividad numérica surgió del deseo de construir y estudiar soluciones más generales de las ecuaciones de campo mediante la resolución numérica aproximada de las ecuaciones de Einstein.  Un precursor necesario de tales intentos fue la descomposición del espacio-tiempo en espacio y tiempo separados. Esto fue publicado por primera vez por Richard Arnowitt, Stanley Deser y Charles W. Misner a finales de la década de 1950 en lo que se conoce como el formalismo ADM. Aunque por razones técnicas las ecuaciones precisas formuladas en el documento original de ADM se utilizan raramente en simulaciones numéricas, la mayoría de los enfoques prácticos de la relatividad numérica utilizan una "descomposición 3+1" del espaciotiempo en espacio tridimensional y tiempo unidimensional que está estrechamente relacionada con la formulación del ADM, porque el procedimiento del ADM reformula las ecuaciones de campo de Einstein como un problema de valor inicial que puede ser abordado mediante metodologías computacionales.
En el momento en que ADM publicó su artículo original, la tecnología informática no habría permitido resolver numéricamente sus ecuaciones en ningún problema de tamaño considerable.  El primer intento documentado de resolver numéricamente las ecuaciones de campo de Einstein parece ser el de Hahn y Lindquist en 1964, seguido poco después por Smarr y por Eppley. Estos primeros intentos se centraron en la evolución de los datos de Misner en axisimetría (también conocida como "2+1 dimensiones"). Aproximadamente en la misma época, Tsvi Piran escribió el primer código que evolucionaba un sistema con radiación gravitatoria utilizando una simetría cilíndrica. En este cálculo Piran sentó las bases de muchos de los conceptos utilizados hoy en día en la evolución de las ecuaciones ADM, como la "evolución libre" frente a la "evolución restringida", que tratan el problema fundamental de tratar las ecuaciones de restricción que surgen en el formalismo ADM.  La aplicación de la simetría redujo los requerimientos computacionales y de memoria asociados al problema, permitiendo a los investigadores obtener resultados en los supercomputadores disponibles en ese momento.

### Resultados iniciales
Los primeros cálculos realistas del colapso gravitatorio con rotación fueron realizados a principios de los años ochenta por Richard Stark y Tsvi Piran en el que se calcularon por primera vez las formas de ondas gravitacionales resultantes de la formación de un agujero negro en rotación. Durante los casi 20 años siguientes a los resultados iniciales, se publicaron muy pocos resultados más en relatividad numérica, probablemente debido a la falta de ordenadores suficientemente potentes para abordar el problema. A finales de la década de 1990, la Binary Black Hole Grand Challenge Alliance simuló con éxito una colisión frontal de agujero negro binario. Como paso posterior al proceso, el grupo calculó el horizonte de sucesos para el espaciotiempo.  Este resultado todavía requería imponer y explotar la axisimetría en los cálculos.
Algunos de los primeros intentos documentados para resolver las ecuaciones de Einstein en tres dimensiones se centraron en un agujero negro de Schwarzschild, que se describe mediante una solución estática y esféricamente simétrica de las ecuaciones de campo de Einstein.  Esto proporciona un excelente caso de prueba en la relatividad numérica porque tiene una solución de forma cerrada para que los resultados numéricos puedan ser comparados con una solución exacta, porque es estática, y porque contiene una de las características más desafiantes numéricamente de la teoría de la relatividad, una singularidad física.  Uno de los primeros grupos en intentar simular esta solución fue Anninos et al. en 1995. En su artículo señalan que
"El progreso en la relatividad numérica tridimensional se ha visto obstaculizado en parte por la falta de ordenadores con suficiente memoria y potencia de cálculo para realizar cálculos bien resueltos de los espacios-tiempo 3D".

### Consolidadción de la disciplina
En los años siguientes, no sólo los ordenadores se hicieron más potentes, sino que varios grupos de investigación desarrollaron técnicas alternativas para mejorar la eficacia de los cálculos.  Con respecto a las simulaciones de agujeros negros específicamente, se idearon dos técnicas para evitar los problemas asociados a la existencia de singularidades físicas en las soluciones de las ecuaciones: (1) la escisión, y (2) el método de la "punción".  Además, el grupo de Lazarus desarrolló técnicas para utilizar los primeros resultados de una simulación de corta duración que resolvía las ecuaciones no lineales de ADM, con el fin de proporcionar datos iniciales para un código más estable basado en ecuaciones linealizadas derivadas de la teoría de perturbaciones.  De forma más general, las técnicas de refinamiento de malla adaptativo, ya utilizadas en dinámica de fluidos computacional, se introdujeron en el campo de la relatividad numérica.